# Hubert Cormier
Pour les articles homonymes, voir Cormier.
 (septembre 2024).
 (septembre 2024).
La mise en forme du texte ne suit pas les recommandations de Wikipédia : il faut le « wikifier ».
Les points d'amélioration suivants sont les cas les plus fréquents :
- Les titres sont pré-formatés par le logiciel. Ils ne sont ni en capitales, ni en gras.
- Le texte ne doit pas être écrit en capitales (les noms de famille non plus), ni en gras, ni en italique, ni en « petit »…
- Le gras n'est utilisé que pour surligner le titre de l'article dans l'introduction, une seule fois.
- L'italique est rarement utilisé : mots en langue étrangère, titres d'œuvres, noms de bateaux, etc.
- Les citations ne sont pas en italique mais en corps de texte normal. Elles sont entourées par des guillemets français : « et ».
- Les listes à puces sont à éviter, des paragraphes rédigés étant largement préférés. Les tableaux sont à réserver à la présentation de données structurées (résultats, etc.).
- Les appels de note de bas de page (petits chiffres en exposant, introduits par l'outil «  Source ») sont à placer entre la fin de phrase et le point final[comme ça].
- Les liens internes (vers d'autres articles de Wikipédia) sont à choisir avec parcimonie. Créez des liens vers des articles approfondissant le sujet. Les termes génériques sans rapport avec le sujet sont à éviter, ainsi que les répétitions de liens vers un même terme.
- Les liens externes sont à placer uniquement dans une section « Liens externes », à la fin de l'article. Ces liens sont à choisir avec parcimonie suivant les règles définies. Si un lien sert de source à l'article, son insertion dans le texte est à faire par les notes de bas de page.
- La présentation des références doit suivre les conventions bibliographiques. Il est recommandé d'utiliser les modèles {{Ouvrage}}, {{Chapitre}}, {{Article}}, {{Lien web}} et/ou {{Bibliographie}}. Le mode d'édition visuel peut mettre en forme automatiquement les références.
- Insérer une infobox (cadre d'informations à droite) n'est pas obligatoire pour parachever la mise en page.

Pour une aide détaillée, merci de consulter Aide:Wikification.
Si vous pensez que ces points ont été résolus, vous pouvez retirer ce bandeau et améliorer la mise en forme d'un autre article.
 (septembre 2024).
Hubert Cormier, né en 1988, est une personnalité publique québécoise, docteur en nutrition. 

## Biographie
Hubert Cormier, une personnalité publique québécoise, est né en 1988 à Sainte-Marie de Beauce, une petite ville située dans la région de Chaudière-Appalaches, au Québec. Son père est originaire de Havre-Saint-Pierre, sur la Côte-Nord du Québec. Il a commencé ses études en sciences de la nature au Cégep avant de poursuivre son parcours scolaire à l'Université Laval.
Au fil de ses études, il s’est passionné pour la communication en nutrition, notamment lors d'un stage chez Isabelle Huot, une experte reconnue. C'est également durant cette période qu'il a débuté son implication dans l'industrie agroalimentaire en tant que consultant. Parallèlement à ses études doctorales, il a participé à des conférences, des interventions médiatiques et a commencé à écrire son blog. Plus tard, en 2019, il fonda l'entreprise à succès Bon pour toi Inc.

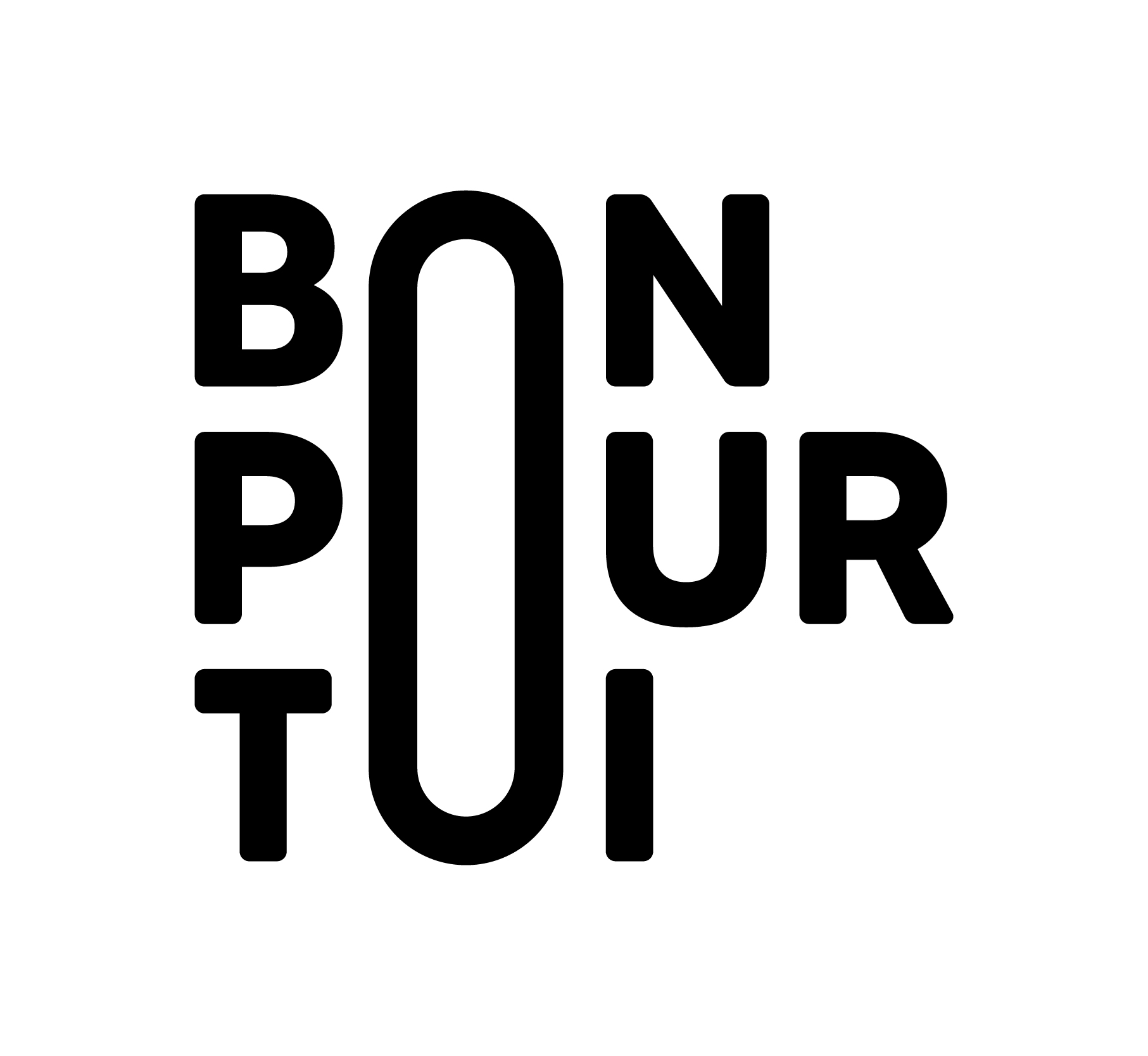
Logo de l'entreprise Bon pour toi inc.

### Parcours académique
2010 : Baccalauréat en nutrition, Université Laval
2012 : Maîtrise en nutrition, Université Laval
2018 : Doctorat en nutrition, Université Laval, spécialisé sur l'impact des mutations génétiques sur la réponse alimentaire avec sa thèse intitulée « Nutrigénomique appliquée aux gènes candidats modulant les profils lipidique, glycémique et inflammatoire suite à une supplémentation en acides gras polyinsaturés oméga-3 ». Il s’est inscrit au tableau d'Honneur des Études supérieures de l’Université Laval.

### Carrière professionnelle
Hubert Cormier s’est rapidement imposé comme une figure de référence en nutrition, associant alimentation équilibrée et plaisir de manger. Sa carrière a évolué du marketing et de la communication vers une présence médiatique significative. Il est suivi par plus de 125 000 abonnés sur les réseaux sociaux (Facebook, Instagram, Pinterest, Tiktok).
Il a fondé Bon pour toi Inc. en 2019, avec pour mission de promouvoir une alimentation flexible, agréable et sans culpabilité, soutenue par des habitudes de vie saines. L’entreprise propose des articles et des recettes simples, visant à aider les individus à adopter progressivement une approche alimentaire plus saine.
De 2011 à 2021, il a été membre de l’Ordre des diététistes-nutritionnistes du Québec (ODNQ). Par la suite, il a choisi de se consacrer exclusivement à la communication en nutrition, mettant ainsi à profit son expertise pour sensibiliser et éduquer un large public.

## Partenariats et collaborations
Hubert Cormier a collaboré avec de nombreuses entreprises et organisations à travers des partenariats ponctuels, incluant Bio-K+, RSEQ, Exceldor, Metro, Danone, Cancer colorectal Canada, Tropicana, L'Ancêtre, Becel, Montellier, et Fromages d'Ici, entre autres. En tant qu'ambassadeur de marques, il a également représenté Familiprix, le Conseil de la transformation alimentaire du Québec, et Éconofitness, renforçant ainsi leur visibilité et crédibilité auprès du public.
Un moment décisif de sa carrière a été son partenariat avec Éconofitness, dévoilé en 2018 à l’émission Moment Décisif sur V Télé, animé par Serge Beauchemin et Kim Rusk. Ce partenariat a duré jusqu’en 2023.
De 2021 à 2023, il a été le porte-parole de la marque Bon Matin, où il a promu une alimentation équilibrée à travers des campagnes visant à encourager de saines habitudes alimentaires.

## Publications
Hubert Cormier est l'auteur de plusieurs livres de recettes et ouvrages sur la nutrition.
2014 : À bas les kilos, Saint-Jean Éditeur, Laval
2015 : Non coupable, Éditions La Semaine, Montréal
2015 : Ma table festive, Éditions La Semaine, Montréal
2016 : Légumineuses et Cie, Éditions La Semaine, Montréal
2018 : Les conseils d’Hubert, Éditions La Semaine, Montréal
2019 : Oui! Tout est permis, Éditions La Semaine, Montréal
2019 : Déjeuners protéinés, Éditions La Semaine, Montréal
2021 : À bas les kilos (nouvelle édition), Saint-Jean Éditeur, Laval
2021 : Chargé à bloc, Éditions Cardinal, Montréal
2022 : Snunch!, Saint-Jean Éditeur, Laval
2023 : Complètement banane, Saint-Jean Éditeur, Laval
2023 : Ramène-moi un ramen! Best seller, Saint-Jean Éditeur, Laval

## Présence médiatique
Hubert Cormier est également chroniqueur pour plusieurs médias, partageant son expertise en nutrition et bien-être.
| Magazines | Magazines                               |
| --------- | --------------------------------------- |
| 1.        | Journal de Montréal (Québécor Médias)   |
| 2.        | Journal de Québec (Québécor Médias)     |
| 3.        | La Semaine (TVA Publications)           |
| 4.        | 7 jours (TVA Publications)              |
| 5.        | Mieux être (Médialo)                    |
| 6.        | Coup de pouce (TVA Publications)        |
| 7.        | Les Radieuses (Les Éditions du Journal) |
| 8.        | La Presse (La Presse ltée)              |
| 9.        | ELLE Québec (KO Média)                  |
| 10.       | TOUGO (Capsana)                         |
| 11.       | VÉRO (KO Média)                         |
| 12.       | Le Devoir (Le Devoir inc.)              |

| Télévision | Télévision                                                         |
| ---------- | ------------------------------------------------------------------ |
| 1.         | Chroniqueur santé/nutrition à Salut Bonjour (TVA, Québécor médias) |
| 2.         | On va se le dire (Radio-Canada)                                    |
| 3.         | Marina Orsini (Zone 3)                                             |
| 4.         | Deux filles le matin (TVA)                                         |
| 5.         | Radio-Canada Info                                                  |

| Radio | Radio                                                    |
| ----- | -------------------------------------------------------- |
| 1.    | Chroniqueur radio à En Direct - Mauricie-Centre-du-Qubec |
| 2.    | Y a pas deux matins pareils (Radio-Canada)               |
| 3.    | Passion FM                                               |
| 4.    | 95.7 KYK                                                 |

| Animation | Animation |
| --------- | --- |
| 1.        | Animateur du gala Taste Canada/Les saveurs du Canada (2019)                                                                           |
| 2.        | Animateur et membre du jury des Prix Innovation en alimentation – Conseil de la transformation alimentaire du Québec (2018/2019/2020) |
| 3.        | Membre du jury Les Remarquables – Université Laval (2020)                                                                             |

## Distinctions et prix
Hubert Cormier a été reconnu à de nombreuses reprises pour son travail en nutrition et en communication.
2023 : Grands prix du design – Certification ARGENT pour le livre Snunch!
Février 2022 : Bourse d'honneur du Ministère de l'Économie et de l'Innovation
Printemps 2021 : OSEntreprendre – 1er prix dans la catégorie « Services aux individus » (Division locale et régionale), finaliste dans la catégorie nationale
Février 2019 : Jeune personnalité d’affaires Banque Nationale – catégorie Santé, sport et nutrition
Janvier 2019 : Tableau d’honneur des Études supérieures – Université Laval, Diplômé influent de l’Université Laval
Juin 2018 : Prix de leadership – Diététistes du Canada, Médaille Raymond-Blais – Université Laval
Janvier 2018 : Prix DUX coup de cœur du public – volet communications
Mai 2017 : Prix Coup de cœur Hydro-Québec – ARISTA, Prix relève Start-Up du CTAQ
Avril 2017 : Prix relève Start-Up du CTAQ
Mai 2016 : The Gordon F. Mutch Young Investigator Award in Diabetes Research
2013-2016 : Christine Gagnon Memorial Travel Award
Octobre 2015 : Mérite annuel en nutrition – volet jeune professionnel
Avril 2015 : Concours COGITO – 1er prix, Distinction par le magazine INSPIRO
Novembre 2014 : Bourse d’excellence au doctorat – Desjardins, Mention d’honneur de l’Ordre professionnel des diététistes du Québec
Juin 2014 : Clinical Nutrition Research Abstract Award
Mai 2014 : Bourse de recherche au doctorat Frederick-Banting & Charles Best
Juin 2013 : Best Student Lipid Abstract Award
Mai 2013 : Prix de la meilleure affiche – congrès conjoint de la SQLNM et du CMDO
Avril 2012 : Concours québécois d’entrepreneuriat – 1er prix dans la catégorie « Services aux individus » (Division locale)
Janvier 2012 : Bourse de recherche FONCER-FAST
2006 : Bourse d’excellence du Millénaire